# Schwesternheim Bad Adelholzen

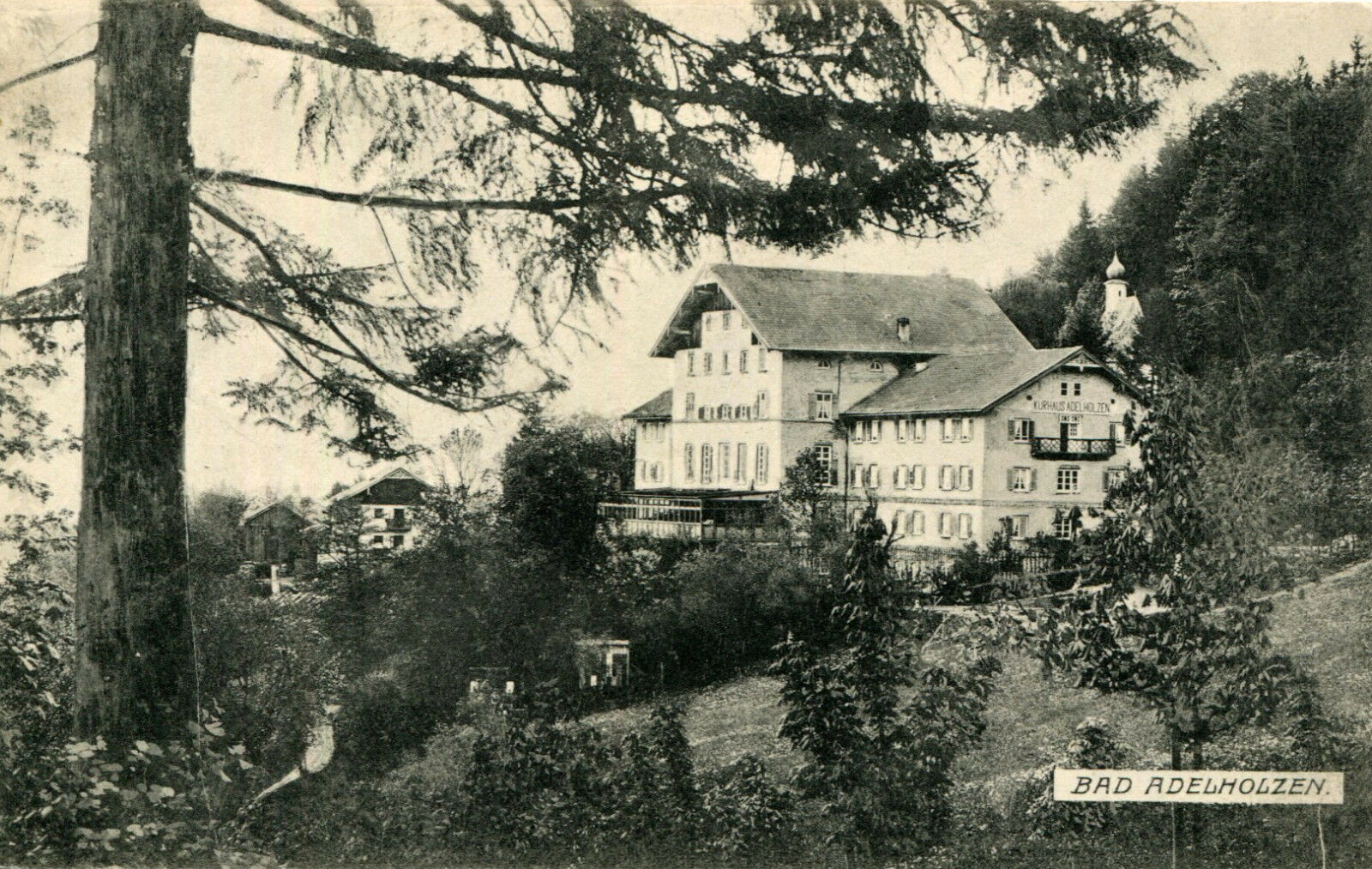
Das Kurhaus, Ansichtskarte um 1908

Das Schwesternheim Bad Adelholzen ist ein denkmalgeschütztes, 1843 bis 1846 errichtetes Exerzitien- und Bildungshaus der Barmherzigen Schwestern vom hl. Vinzenz von Paul München in Bad Adelholzen bei Siegsdorf im bayerischen Chiemgau.
Der Komplex wurde 1843–46 als Kurhaus errichtet und besteht aus einem viergeschossigen Mittelbau mit zwei symmetrischen Flügelbauten. Im Jahre 1861 wurde das Bauwerk aufgestockt.
Anfang des 20. Jahrhunderts ging der Kur- und Badebetrieb in Bad Adelholzen in Konkurs, und die Kongregation der Barmherzigen Schwestern vom hl. Vinzenz von Paul, Mutterhaus München, erwarb 1907 die Kur- und Abfüllanlagen in Bad Adelholzen mit dem Ziel, ein Erholungsheim für Schwestern einzurichten. Das Kurhaus erhielt eine Hauskapelle und wurde als Schwesternerholungsheim genutzt, im Zweiten Weltkrieg als Lazarett und danach bis 1969 als Krankenhaus des Ordens. Seit 1970 wird es als Bildungsstätte und später zusätzlich als Exerzitienhaus geführt.
Daneben füllten die Schwestern das Quell- und Heilwasser ab, ab 1919 mit einer ersten elektrischen Abfüllanlage. 1939 wurde die Primusquelle staatlich anerkannte Heilquelle. Der Abfüllbetrieb erfolgt durch die Adelholzener Alpenquellen. Seit 1946 ist Adelholzen staatlich anerkanntes Heilbad.